# Mała Capia Turnia
Mała Capia Turnia (słow. Malá Capia veža, niem. Kleiner Gemsenseeturm, węg. Kis-Zergetavi-torony, 2322 m) – szczyt w Grani Baszt w słowackiej części Tatr Wysokich. Od Wielkiej Capiej Turni na północnym zachodzie oddziela go siodło Capiej Przełączki, a od Zadniej Baszty na południowym wschodzie Wyżnia Basztowa Przełęcz.
Mała Capia Turnia jest niższą, południowo-wschodnią z dwóch Capich Turni znajdujących się w Grani Baszt. W grani pomiędzy jej wierzchołkiem a Wyżnią Basztową Przełęczą wznosi się Capi Róg oddzielony Capim Karbem, z którego do Dolinki Szataniej opada olbrzymi komin. Z Małej Capiej Turni do doliny tej opada wybitna ściana. Depresja opadająca z Capiej Przełączki oddziela ją od ściany Wielkiej Capiej Turni tylko w górnej części, w dolnej obydwa szczyty mają wspólną ścianę. Jej najniższą częścią jest skalna ostroga znajdująca się na wysokości około 1915 m zaraz obok wylotu żlebu z Wyżniej Basztowej Przełęczy. Ściana ta ma więc wysokość około 400 m. Zachodnia ściana Małej Capiej Turni opadająca do Koziego Kotła w Dolinie Młynickiej ma wysokość około 130 m. Od Wielkiej Capiej Turni oddzielona jest wklęsłą formacją skalną będącą częściowo żlebem, częściowo kominem.
Nazewnictwo Capich Turni pochodzi od Capiego Stawu leżącego w górnych partiach Doliny Młynickiej, u podnóża Szczyrbskiego Szczytu.

## Taternictwo
Mała Capia Turnia jest wyłączona z ruchu turystycznego i na jej wierzchołek nie prowadzą żadne szlaki. Dopuszczalne jest uprawianie taternictwa.
Pierwsze wejścia
- Günter Oskar Dyhrenfurth i Hermann Rumpelt, 13 czerwca 1907 r. – letnie
- Gizela Schmidt i Ferenc Barcza, 12 kwietnia 1914 r. – zimowe[3]

Drogi wspinaczkowe
1. Południowo-wschodnią granią z Basztowej Przełęczy Wyżniej; 0+ w skali tatrzańskiej, czas przejścia 30 min
2. Wschodnią ścianą; V, trzy miejsca VI, czas pierwszego przejścia 10 godz.
3. Lewą częścią wschodniej ściany; V, 3 godz.
4. Zachodnią ścianą z Młynickiego Kotła; III, 1 godz. 30 min[4].

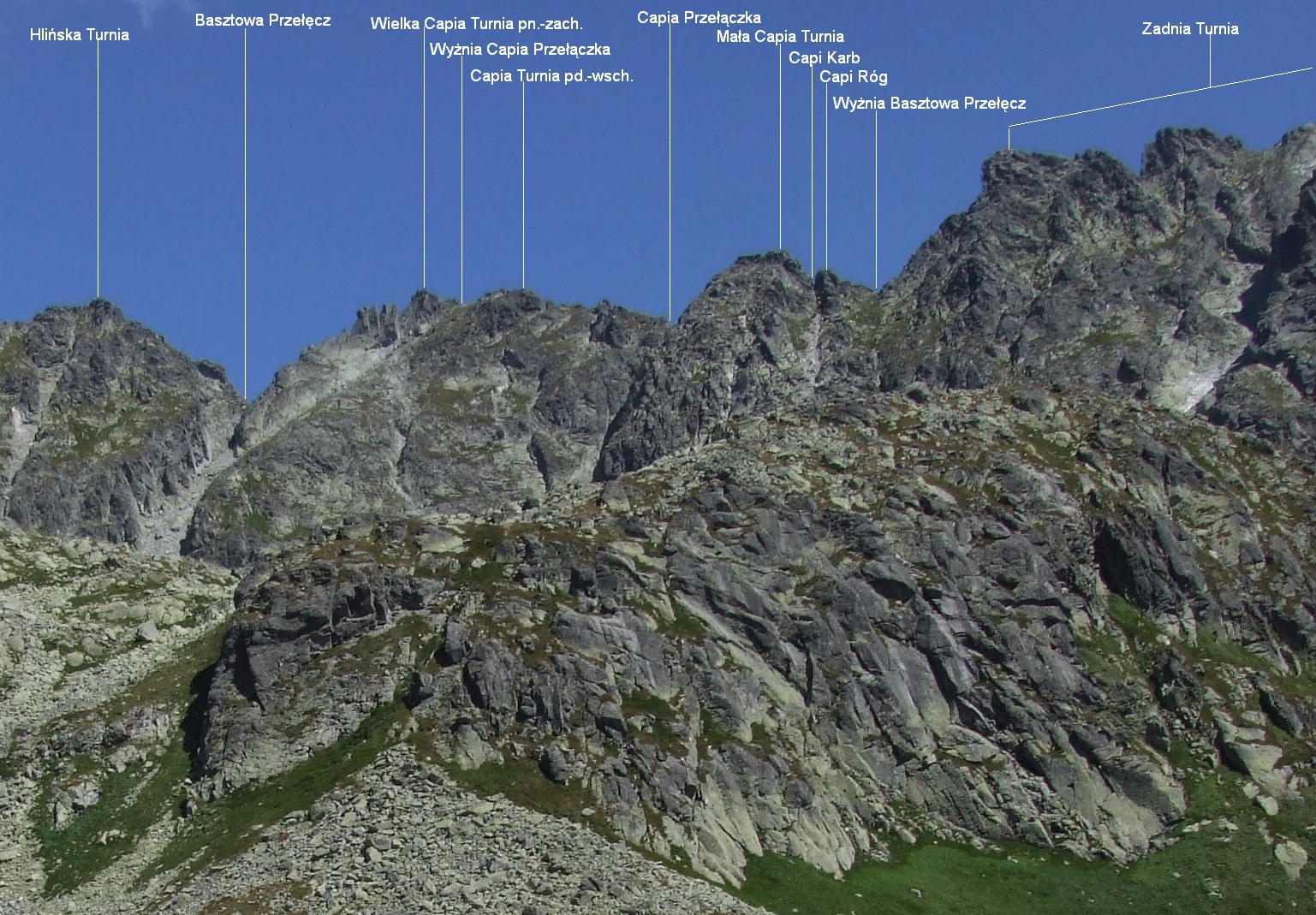
Widok z Doliny Młynickiej
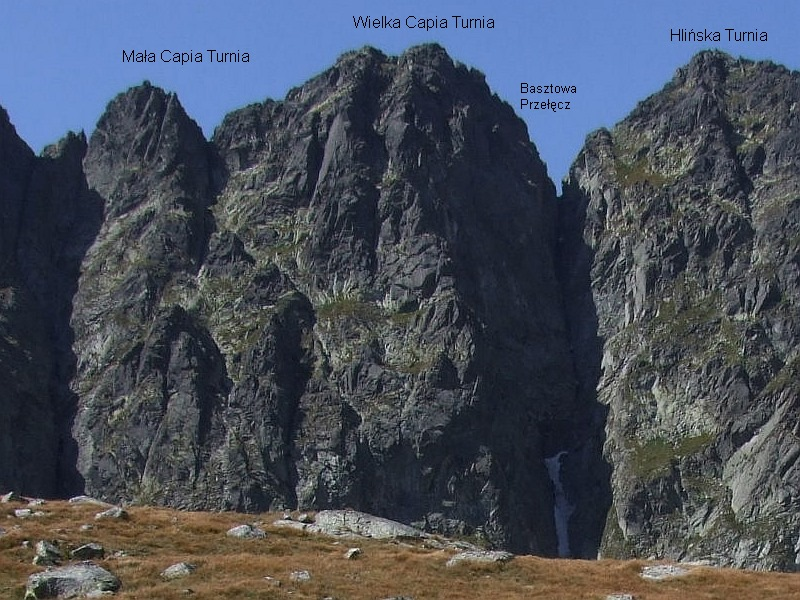
Widok z Doliny Mięguszowieckiej